# 미얀마의 로힝야족 박해

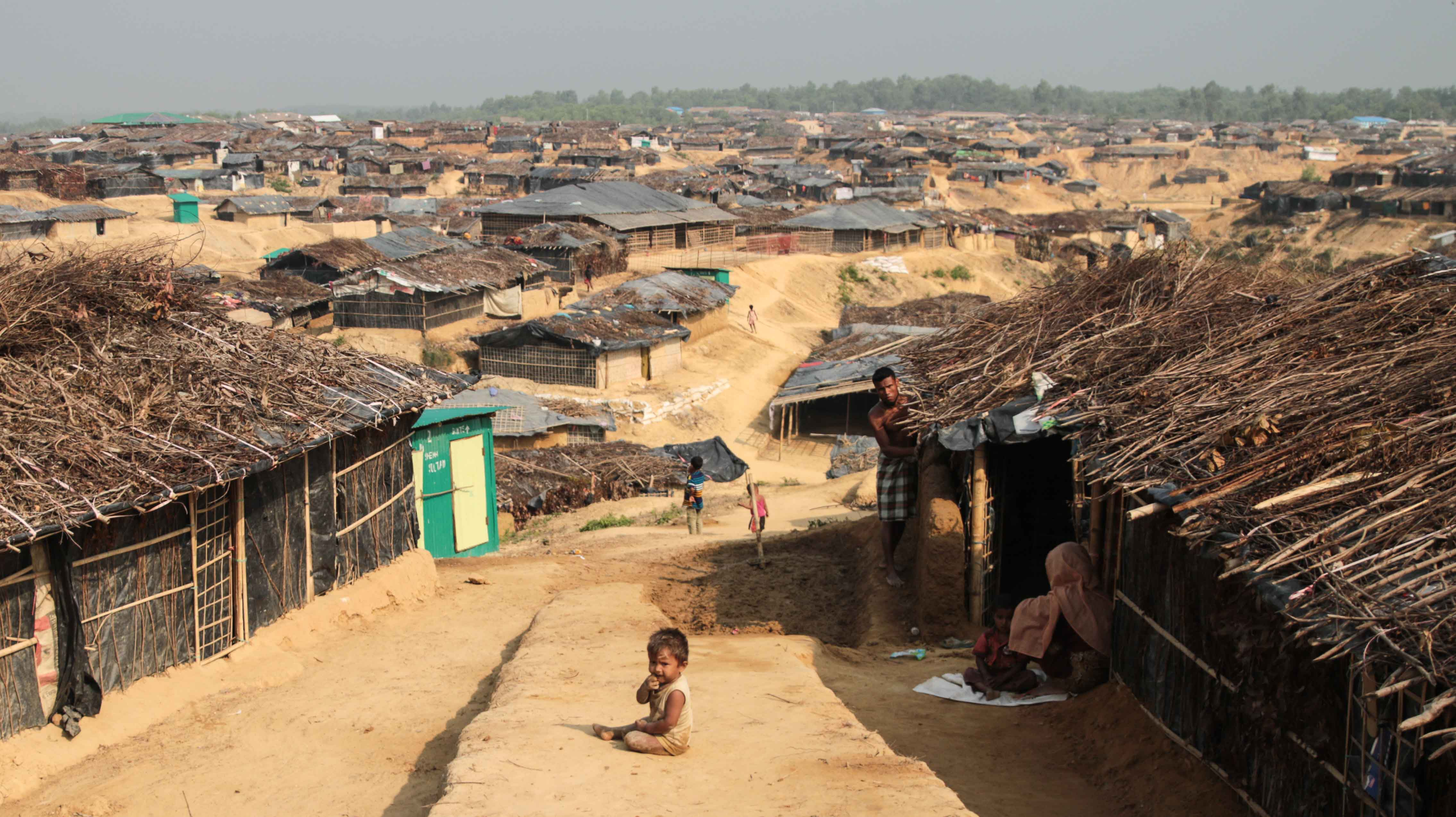
방글라데시 쿠투팔롱 로힝야족 난민 캠프 (2017년 3월)

미얀마의 로힝야족 박해(Rohingya persecution in Myanmar)는 2016년 10월 6일부터 진행 중인 미얀마 내 이슬람교 계열의 소수 민족인 로힝야족에 대한 미얀마군의 탄압이다. 유엔 인권최고대표사무소(OHCHR)는 2017년 2월 보고서에서 미얀마군이 로힝야족을 상대로 다중(多衆) 살인과 집단 성폭행을 저질렀다면서 인도에 반한 죄(crimes against humanity)에 매우 근접한 수준이라고 지적하였다.
2017년 9월 6일 유엔 난민 기구(UNHCR)는 미얀마 정부군의 인권 탄압과 학살 행위에 국경을 넘어 방글라데시로 도피한 로힝야족 난민이 15만명에 육박했다고 밝혔다.
구체적이고 조직적인 로힝야족 탄압의 시작은 1962년 쿠테타로 집권한 네윈의 소수민족 정책으로 거슬러 올라간다. 반인디아, 반무슬림 선전을 통해 로힝야에 대한 본격적인 탄압이 시작되었고 이를 통해 1977-1978년 20만명의 로힝야족 난민이 발생했으며 주로 방글라데시로 피신했다. 이후 1982년 버마 시민법 제정을 통해 로힝야의 시민권을 박탕했으며, 1991-1992년 군사작전을 통해 20~25만명이 다시 방글라데시로 피난했다. 1993년부터 1997년까지 UN의 중재를 통해 23만명의 난민이 귀환했으나 버마내에서 로힝야의 지위에는 변화가 없었다.
이후 2011년 민주화를 통해 아웅산수치 정권이 당선되고 변화의 바람이 부는듯 했으나 2012년 라카인 불교도와 로힝야 이슬람교도와의 충돌로 야기된 탄압으로 13만명의 로힝야 난민이 다시 발생했으며 아웅산수치 정권에서의 반로힝야 선전과 극우 불교 단체인 바마따 (Ma Ba Tha) 가짜뉴스들은 페이스북 같은 온라인 커뮤니티를 통해 퍼저나갔다.
2016년 ARSA (Arakan Rohingya Salvation Army)의 국경수비대 공격을 빌미로 미얀마 군대의 대대적 인종청소 작전이 벌어지고 이 과정에서 65만명의 난민이 발생했으며 수천명의 사망자가 보고됐다.

## 같이 보기
- 로힝야족